# Georg Philipp Finckh
Georg Philipp Finckh (* um 1608; † 15. Januar 1679, beerdigt in Freising) war ein deutscher Kartograf.

## Leben und Werk
Georg Philipp Finckh stammte aus Dachau und war ein Sohn des Zimmermanns Leonhard Finckh. Mit 18 Jahren schloss er 1624 das Jesuitengymnasium in München (heute Wilhelmsgymnasium München) ab. Er war „beider Rechte Lizenziat“, das heißt, er hatte studiert und hierbei in Kirchenrecht und weltlichem Recht abgeschlossen. Er wurde „bischöflich Freysing- und Regensburgischer Rat, Hofsekretär, Pfleger auf der Ottenburg“ und Kartograf. Sein von ihm gesammeltes Material zur Aktualisierung der bayerischen Landtafeln von Philipp Apian diente zur Erstellung einer eigenen Karte Altbayerns im Maßstab von etwa 1 : 270000. Dieses Werk namens Sacri Romani Imperii Circuli Et Electoratus Bavariae Tabula Chorographica („Übersichtskarte des Kreises und Kurfürstentums Bayern des Heiligen Römischen Reichs“) wurde in Augsburg von Johann Stridbeck dem Jüngeren auf 28 Tafeln gestochen und erst 1684, fünf Jahre nach Finckhs Tod, mit einer Widmung an den bayerischen Kurfürsten, von Finckhs gleichnamigem Sohn Georg Philipp veröffentlicht. Zu Finckhs Lebzeiten sind offenbar nur einzelne Exemplare gedruckt worden.
Gegenüber Philipp Apians Kartenwerk haben sich einige Bezeichnungen geändert, manche Orte sind dazugekommen, zahlreiche weggelassen worden. Im Vergleich zu Apians Landtafeln fehlende Ortsnamen lassen wohl teilweise auf abgegangene Ortschaften („Wüstungen“) schließen.